# Krisija Todorova
Krisija Marinova Todorova  (bulharsky: Крисия Маринова Тодорова; * 1. června 2004 Varna, Bulharsko) je bulharská zpěvačka. Společně s „Ignatov Brothers“ reprezentovala Bulharsko na Junior Eurovision Song Contest 2014 s písní „Planet of the Children”. Umístili se na 2. místě.

## Život
Narodila se 1. června 2004 ve Varně, nyní žije v Razgradu. Stala se oblíbenou bulharskou zpěvačkou. Její otec je Marin Todorov a matka Angelina Todorova. Krisija má dvě sestry, Tiffany Todorova (2001) a Marina Todorova (2009). Začala studovat hudbu v šesti letech na různých hudebních školách v Bulharsku, v současnosti studuje hudbu v „Centre for work with Children” v Razgradu. Učí jí Svilena Decheva, se kterou hraje i na klavír.

Ve volném čase miluje kreslení a tancování, hlavně klasický balet. Její oblíbený školní předmět je matematika, ale jejím největším snem je stát se herečkou nebo zpěvačkou. Mezi její oblíbené zpěváky patří Lili Ivanova, Lara Fabian, Mariana Popova, Celine Dion, Christina Aguilera a Beyonce.

## Kariéra
Krisija do ledna 2015 získala sedm cen z národních i mezinárodní soutěží konajících se v Bulharsku. Ale rok 2014 byl pro ní nejdůležitější, protože se díky vystoupení v pořadu „Slavi's show” stala v Bulharsku velice populární. Později se stala součástí TV show „Запознай се с малките” (Poznejte děti). Krisija se v této show poprvé objevila 30. prosince 2013 s písni Listen od Beyonce. Tohle video získalo přes 100 000 zhlédnutí v několika dnech, dnes již má přes 10 000 000 zhlédnutí.
V březnu 2014 byla vybrána ke zpěvu národní bulharské hymny Mila Rodino a (druhé) neoficiální bulharské hymny Moja strana, moja Bulgarija (Můj kraj, moje Bulharsko) na Národním stadionu Vasila Levskiho ve městě Sofia živě před 42 000 lidmi při zahájení 16. kola UEFA Europa League mezi Ludogorets Razgrad a Valencií. Při jejím vystoupení letěl nad stadionem maskot Ludogorets orel Fortuna.
V listopadu 2014 Krisija reprezentovala Bulharsko na Junior Eurovision Song Contest 2014 v Maltě s písní Planet of the Children (Planeta dětí). Umístila se na 2. místě hned za Itálií s rozdílem 12 bodů. Později byla přijata prezidentem Rosenem Plevnelievem a bylo jí uděleno čestné vyznamenání.
V září 2015 nazpívala ústřední píseň pro Junior Eurovision Song Contest 2015 konané v Bulharsku s názvem #discover.
Od roku 2015 je Krisija, díky hudbě a její popularitě, jedním z „duchovních vůdců” v Bulharsku.
.